# Az írónő és a fekete férfi
Az írónő és a fekete férfi (olaszul: La romanzesca e l'uomo nero) Gaetano Donizetti egyfelvonásos operája (farsa). A szövegkönyvet Domenico Gilardoni írta valószínűleg Eugène Scribe és Jean-Henri Dupin L’homme noir  című műve alapján. A művet 1831. június 18-án mutatták be először a nápolyi Teatro del Fondóban. Magyarországon még nem játszották.

## Szereplők
| Szereplő                         | Hangfekvés   | Az ősbemutató szereposztása |
| -------------------------------- | ------------ | --------------------------- |
| A gróf                           | basszus      | Gennaro Ambrosini           |
| Antonina, a lánya                | szoprán      | Luigia Boccabadati          |
| Chiarina, unokahúga              | mezzoszoprán | Marietta Gioia-Tamburini    |
| Fedele, Chiarina udvarlója       | tenor        | Francesco Salvetti          |
| Carlino, a gróf barátjának a fia | tenor        | Lorenzo Lombardi            |
| Filidoro, a „fekete ember”       | bariton      | Antonio Tamburini           |
| Tommaso, nagybátyja              | basszus      | Gennaro Luzio               |
| Trappolina, Antonia nevelőnője   | szoprán      | Anna Manzi-Salvetti         |
| Giappone, a gróf lakája          | basszus      | Tauro                       |
| Nicola, egy cseléd               | basszus      |                             |

## Cselekménye
- Mivel az eredeti szövegkönyv elveszett és a mű rengeteg párbeszédet tartalmaz, a pontos cselekmény ismeretlen.

A mű központi szereplője Antonia, a gróf lánya, akinek hóbortja a romantikus irodalom.